# Kál-Kápolna vasútállomás
Kál-Kápolna vasútállomás három, egymással szinte teljesen összenőtt Heves vármegyei település, Kál, Kompolt és Kápolna vasútállomása, mely közigazgatásilag Kálhoz tartozik, s a MÁV üzemelteti. Kál központjától északra található, a 3208-as út szintbeli vasúti keresztezése közelében; közúti elérését az abból kiágazó 32 306-os számú mellékút teszi lehetővé.

## Vasútvonalak
Az állomást az alábbi vasútvonalak érintik:
- Budapest–Sátoraljaújhely-vasútvonal
- Kisterenye–Kál-Kápolna-vasútvonal
- Kál-Kápolna–Kisújszállás-vasútvonal

## Kapcsolódó állomások
A vasútállomáshoz az alábbi állomások vannak a legközelebb:
- Nagyút vasútállomás (Budapest–Sátoraljaújhely-vasútvonal)
- Füzesabony vasútállomás (Budapest–Sátoraljaújhely-vasútvonal)
- Erdőtelek megállóhely (Kál-Kápolna–Kisújszállás-vasútvonal)
- Kápolna megállóhely (Kisterenye vasútállomás, Kisterenye–Kál-Kápolna-vasútvonal)

## Forgalom
| Járat                   | Útvonal | Gyakoriság          |
| ----------------------- | --- | ------------------- |
| személyvonat            | Budapest-Keleti – (Pécel → Isaszeg →) Gödöllő (← Máriabesnyő ← Bag) – Aszód – Tura – Hatvan – Vámosgyörk – Adács (← Karácsond ← Ludas) – Nagyút – Kál-Kápolna – Füzesabony – Szihalom – Mezőkövesd – Mezőkövesd felső – Mezőkeresztes-Mezőnyárád – Csincse – Emőd – Nyékládháza – Miskolc-Tiszai                                                                                   | Napi 1 pár          |
| személyvonat            | Hatvan → Vámosgyörk → Adács → Karácsond → Ludas → Nagyút → Kál-Kápolna → Füzesabony → Szihalom → Mezőkövesd → Mezőkövesd felső → Mezőkeresztes-Mezőnyárád → Csincse → Emőd → Nyékládháza → Miskolc-Tiszai | Napi 1 Miskolc felé |
| Agria InterRégió        | Budapest-Keleti – Gödöllő – Máriabesnyő – Bag – Aszód – Tura – Hatvan – Vámosgyörk – (Adács – Karácsond – Ludas – Nagyút –) Kál-Kápolna – Füzesabony – Maklár – (Andornaktálya →) Eger | Óránként            |
| személyvonat            | Miskolc-Tiszai → Nyékládháza → Emőd → Csincse → Mezőkeresztes-Mezőnyárád → Mezőkövesd felső → Mezőkövesd → Szihalom → Füzesabony → Kál-Kápolna → Vámosgyörk → Hatvan | Napi 1 Hatvan felé  |
| személyvonat            | Hatvan – Vámosgyörk – Adács – Karácsond – Ludas – Nagyút – Kál-Kápolna – Füzesabony (→ Maklár → Andornaktálya → Eger) | Napi 1 pár          |
| személyvonat            | Vámosgyörk – Adács – Karácsond – Ludas – Nagyút – Kál-Kápolna – Füzesabony | Napi 5 pár          |
| személyvonat            | Kál-Kápolna – Erdőtelek – Heves – Hevesvezekény – Tarnaszentmiklós – Kisköre – Kisköre-Tiszahíd – Abádszalók – Kunhegyes (– Előhát) – Kenderes – Kisújszállás | 2-5 óránként        |
| személyvonat            | Kál-Kápolna – Erdőtelek – Heves – Hevesvezekény – Tarnaszentmiklós – Kisköre | Napi 1 pár          |
| Ezüstpart expresszvonat | Miskolc-Tiszai – Nyékládháza – Mezőkövesd – Füzesabony – Kál-Kápolna – Vámosgyörk – Hatvan – Aszód – Gödöllő – Budapest-Kelenföld – Székesfehérvár – Balatonaliga – Balatonvilágos – Szabadisóstó – Siófok – Balatonszéplak felső – Zamárdi – Szántód – Balatonföldvár – Balatonszárszó – Balatonszemes – Balatonlelle felső – Balatonlelle – Balatonboglár – Fonyódliget – Fonyód | Nyáron napi 1 pár   |